# Villa rustica (Walchshofen)
Die Villa rustica auf der Gemarkung von Walchshofen, einem Stadtteil von Aichach im schwäbischen Landkreis Aichach-Friedberg in Bayern, wurde bei einer Luftbildaufnahme im Jahr 1988 entdeckt. Die Villa rustica liegt circa einen Kilometer nordwestlich der Kirche St. Martin und ist ein geschütztes Bodendenkmal.
Es wurde der Grundriss eines einzelnen, ostwestlich orientierten Steingebäudes entdeckt, bei dem es sich um einen Teil einer römischen Villa rustica handelt.